# Grabowskis Brombeere
Grabowskis Brombeere (Rubus grabowskii), auch Grabowski-Brombeere, ist eine Pflanzenart aus der Gattung Rubus innerhalb der Familie der Rosengewächse (Rosaceae). 

## Beschreibung

### Erscheinungsbild
Die Grabowskis Brombeere bildet aufrechte Sträucher. Viele Pflanzenteile, vor allem in der Sprossachse sind bestachelt. Charakteristisch sind die kahlen, stieldrüsenlosen, gefurchten jungen Sprossachse mit kräftigen, meist gekrümmten Stacheln, reichblütige Blütenstände mit rosa Kronblättern und behaarten Fruchtknoten. Die junge Sprossachse ist hochbogig bis fast aufrecht (bis 2,5 Meter), kantig-flachseitig mit einem Durchmesser bis zu 1,5 Zentimeter und bis in Bodennähe gefurcht, fast oder völlig kahl und ohne Stieldrüsen. Die Stacheln sind 5 bis 10 Millimeter lang aus stark verbreiterter bis 10 mm langer roter Basis senkrecht abstehend. Die meisten sind stärker geneigt und gerade oder schwach gekrümmt bis sichelig.

### Blatt
Die wechselständig angeordneten Laubblätter sind in Blattstiel und Blattspreite gegliedert. Die unpaarig gefiederte Blattspreite enthält fünf Fiederblätter, die sich oft randlich decken. Die Fiederblätter sind hand- oder schwach fußförmig. Die Blattoberseite ist kahl. Die Blattunterseite ist hell-graugrün auch weißgrau, fühlbar behaart (Trichome). Die Endblättchen sind kurz gestielt (25 bis 35 %)‚ bei einer Länge von 15 bis 20 Millimeter rundlich-eiförmig bis verkehrt-eiförmig mit zugespitztem oberen Ende. Der Blättchengrund ist schwach herzförmig bis ausgerandet, gerundet oder gestutzt. Die Serratur der Blättchen ist gleichmäßig bis grob periodisch mit breiten, bespitzten Hauptzähnen. Der Blattrand ist grobwellig. Die Seitenblättchen ferner untere Blättchen sind 1 bis 4 Millimeter lang gestielt. Am Blattstiel sind fünf bis neun sichelige bis hakige Stacheln.

### Blütenstand und Blüte
In den schmal pyramidalen, konischen Blütenständen stehen viele Blüten zusammen. Die Blätter beginnen 1 bis 5 Zentimeter unterhalb der Spitze, untere sind dreizählig. Die Blütenstandsachse ist dicht behaart, stieldrüsenlos mit 4 bis 5 Millimeter langen, gekrümmten Stacheln. Die Blütenstiele sind 5 bis 20 Millimeter lang, mit bis fünf ungleichen, gekrümmten Stacheln und zahlreichen, in den Haaren versteckten subsessilen Drüsen.
Die zwittrigen Blüten sind radiärsymmetrisch und fünfzählig mit doppelter Blütenhülle. Der Kelch erscheint graugrün, stachellos oder armstachelig und zurückgeschlagen. Die fünf rosafarbenen Kronblätter sind länglich-elliptisch bis rundlich. Die Staubblätter sind länger als die grünlichen Griffel und die Staubbeutel bleiben kahl. Die Fruchtknoten sind am oberen Ende behaart.

## Ähnliche Arten
Ähnliche Taxa sind Rubus grabowskii subsp. walsemannii und Rubus montanus. 

## Vorkommen und Gefährdung
Grabowskis Brombeere ist im südlichen Skandinavien und Mitteleuropa weit verbreitet. Sie kommt im südlichen Norwegen, südlichen Schweden, Dänemark, Niederlande, Belgien, Österreich, Ungarn, Tschechien, Slowakei, Rumänien, Polen und Deutschland vor. In Schleswig-Holstein wächst sie zerstreut bis selten und ganz auf das Jungmoränengebiet beschränkt, daher ist sie stark gefährdet, in Mecklenburg-Vorpommern ist sie hingegen verbreitet.
Grabowskis Brombeere ist thamnophil und wächst meistens auf basenreichen, auch etwas kalkhaltigen Böden. Rubus grabowskii ist Kennart des Pruno-Rubenion radulae Web. auf reicheren Querco-Fagetea-, davon insbesondere von Fagion-Waldbodentypen.

## Systematik
Die Erstbeschreibung von Rubus grabowskii erfolgte 1827 durch Carl Ernst August Weihe in Günther et al.: Schedae Centuriae Plantarum Silesiacarum Exsiccatarum, Seite 14. Das Artepitheton grabowskii ehrt Heinrich Emanuel Grabowski. Synonyme für Rubus grabowskii Weihe ex Günther, Grab. & Wimm. sind: Rubus rugicus E.H.L.Krause, Rubus thyrsanthus (Focke) Foerster, Rubus thyrsoideus ssp. thyrsanthus Focke, Rubus thyrsoideus Wimm. nom. illeg. (nom. superfl.).
Die Art Rubus grabowskii gehört zur Sektion der Brombeeren (Rubus) in der Gattung Rubus. 